# Psalidoprocne
Psalidoprocne là một chi chim trong họ Hirundinidae.